# Belmont, Virginia
Belmont är en ort i Loudoun County i delstaten Virginia, USA.